# Killing Is My Business... And Business Is Good!
Killing Is My Business... And Business Is Good! —en español: Matar es mi negocio... ¡y el negocio es bueno!— es el álbum debut del grupo musical norteamericano de thrash metal Megadeth. Fue originalmente lanzado al mercado en el año 1985 por Combat Records. La edición remasterizada con un nuevo cover, y varios bonus tracks fue lanzada por Loud Records en el año 2002. A principios de 1985, el grupo recibió 5 mil dólares para producir el álbum, pero se gastaron las tres cuartas partes en drogas y alcohol y tuvieron que producir el álbum ellos mismos. 
El grupo realizó una pequeña gira en 1985 llamada Killing is My Business Tour (Killing For a Living).

## Antecedentes
Dave Mustaine fue el guitarrista líder original de Metallica. Sin embargo, debido al alcohol, el abuso de sustancias, comportamiento violento, y conflictos de personalidad con James Hetfield y Lars Ulrich, Mustaine fue posteriormente despedido de Metallica. Dos meses después, Mustaine y el bajista David Ellefson formaron Megadeth en Los Ángeles. Mustaine luego recordó: “Después de ser despedido de Metallica, todo lo que recuerdo es que yo quería sangre. La de ellos. Quería ser más rápido y pesado que ellos.” Instigado por el deseo de venganza, Mustaine elevó la intensidad de la música de Megadeth en orden de desafíar a su exbanda. Aceleró las canciones existentes como “Mechanix”, la cual el nuevo plantel de Metallica lo adaptó posteriormente en el más lento “The Four Horsemen”. Mustaine incluyó su versión original de la canción para “enderezar a Metallica”, ya que Metallica se refería a Mustaine como un borracho que no podía tocar guitarra.
Tras no poder encontrar un vocalista por casi seis meses, Mustaine decidió manejar las vocales él mismo, además de ser el letrista y escritor principal, además de ser el guitarrista rítmico. Megadeth grabó una demo de tres canciones a inicios de 1984 titulado Last Rites, preparado por Karat Faye, y lanzado el 9 de marzo de 1984. Con su demo como apoyo, la banda fue pedida para ser firmada con el sello independiente Combat Records en noviembre de 1984. A inicios de 1985, a Megadeth se le dio $8.000 por parte de Combat para grabar y producir su álbum debut. No obstante, esto demostró ser insuficiente y a la banda se le dio $4.000 por adelantado. No obstante, la mayoría del presupuesto fue gastado en drogas, alcohol y comida, forzando al grupo a despedir a su productor original, y producir el disco ellos mismos. El disco fue exitosamente grabado en Indigo Ranch Studios, en Malibu, California.

## Lanzamiento y promoción
La ilustración de la portada del álbum, con una calavera de plástico con papel de aluminio, no pretendía ser la ilustración original. Tanto Mustaine como Ellefson mantuvieron muchas conversaciones telefónicas con Combat Records para que las ilustraciones de la portada se reprodujeran correctamente a partir de un boceto que les dio Mustaine de una imagen de la mascota de Megadeth Vic Rattlehead en la portada. Sin embargo, el estudio perdió la obra de arte, y en su lugar hizo su propio reemplazo improvisado y de bajo presupuesto, con lo que Mustaine y toda la banda quedaron mortificados.
Megadeth comenzó con actuaciones en vivo antes de que se publicara el disco. Aunque no fue miembro oficial de la banda, Kerry King de Slayer tocó la guitarra principal por un corto período de tiempo porque Mustaine aún no había reclutado a un guitarrista de tiempo completo. A mediados de 1985, el grupo realizó una gira por Estados Unidos y Canadá por primera vez, apoyando a Killing Is My Business... And Business Is Good! con la banda canadiense de speed metal Exciter. Durante la gira, el guitarrista Chris Poland dejó abruptamente la banda y fue reemplazado por el guitarrista Mike Albert. Sin embargo, Poland se reincorporó a Megadeth en octubre de 1985 y permaneció con la banda hasta la grabación del próximo álbum.        
El álbum fue lanzado el 12 de junio de 1985. Hasta la fecha, sigue siendo el único álbum de Megadeth que no se incluyó en el Billboard 200, principalmente porque fue lanzado a través de un sello independiente con poca promoción. Sin embargo, el álbum se convirtió en uno de los lanzamientos más vendidos de Combat Records. Más tarde ese año, Megadeth firmó con Capitol Records cuando comenzaron a trabajar en su segundo álbum, Peace Sells... But Who's Buying?, lanzado al año siguiente. Una edición limitada de Killing Is My Business... And Business Is Good! fue lanzado en 2009. El CD está sobre plástico negro con ranuras en la parte superior para imitar un LP. La portada de esta versión se ha rediseñado para que coincida con el boceto original de Mustaine, y se eliminó la canción "These Boots". Más de 254,000 copias del álbum se vendieron en los Estados Unidos desde el comienzo de la era de Nielsen SoundScan. El 6 de abril de 2018, se anunció que el álbum volvería a mezclarse y remasterizarse, esta vez por Mark Lewis y Ted Jensen. Titulado Killing Is My Business... and Business Is Good! - The Final Kill, la reedición de lujo presenta nuevas mezclas del álbum original, una nueva versión de "These Boots" con las letras originales de Lee Hazlewood (aunque con la canción desactivada como resultado), las demos originales de 1984 presentadas en el 2002 remezcla y pistas en vivo recientemente descubiertas procedentes de cintas VHS que se encuentran en el ático de Dave Mustaine. El nuevo remaster fue lanzado el 8 de junio de 2018.

## Lista de canciones
Todas las canciones son escritas por Dave Mustaine, excepto "These Boots" por Lee Hazlewood.

| N.º   | Título                                                                   | Duración |  |
| 1.    | «Last Rites/Loved To Death»                                              | 4:38     |  |
| 2.    | «Killing Is My Business... And Business Is Good!»                        | 3:05     |  |
| 3.    | «The Skull Beneath The Skin»                                             | 3:46     |  |
| 4.    | «These Boots» (Lanzamientos posteriores a 1995 no incluyen esta canción) | 3:44     |  |
| 5.    | «Rattlehead»                                                             | 3:42     |  |
| 6.    | «Chosen Ones»                                                            | 2:54     |  |
| 7.    | «Looking Down The Cross»                                                 | 5:01     |  |
| 8.    | «Mechanix»                                                               | 4:20     |  |
| 31:10 |                                                                          |          |  |

| Reedición de 2002 |                                                                                      |          |  |
| N.º               | Título                                                                               | Duración |  |
| 1.                | «Last Rites/Loved To Death»                                                          | 4:38     |  |
| 2.                | «Killing Is My Business... And Business Is Good!»                                    | 3:05     |  |
| 3.                | «The Skull Beneath The Skin»                                                         | 3:46     |  |
| 4.                | «Rattlehead»                                                                         | 3:42     |  |
| 5.                | «Chosen Ones»                                                                        | 2:54     |  |
| 6.                | «Looking Down The Cross»                                                             | 5:01     |  |
| 7.                | «Mechanix»                                                                           | 4:20     |  |
| 8.                | «These Boots» (todas las variaciones en la letra hechas por Mustaine son censuradas) | 3:44     |  |
| 9.                | «Last Rites/Loved To Deth» (demo)                                                    | 4:16     |  |
| 10.               | «Mechanix» (demo)                                                                    | 3:59     |  |
| 11.               | «The Skull Beneath the Skin» (demo)                                                  | 3:11     |  |
| 42:36             |                                                                                      |          |  |